# Proces Oppenheimera-Phillips
Proces Oppenheimera-Phillips – rodzaj reakcji jądrowej indukowanej deuteronem. W reakcji tej, neutronowa połowa energetycznego deuteronu (stabilny izotop wodoru z jednym protonem i jednym neutronem) łączy się z docelowym jądrem, przenosząc neutron na cięższy izotop z jednoczesnym wyrzuceniem pozostałego protonu. Przykładem procesu Oppenheimera-Philips jest transformacja nuklearna 12C na 13C.
Proces ten pozwala oddziaływaniu jądrowemu na niższe energie, niż oczekiwano na podstawie prostej kalkulacji bariery kulombowskiej między deuteronem a docelowym jądrem. Dzieje się tak, ponieważ deuter doświadcza polaryzacji ładunku na skutek zbliżania się do dodatnio naładowanego jądra docelowego. Fuzja przebiega, gdy energia wiązania neutronu i docelowego jądra przekracza energię wiązania deuteronu. Proton zostaje następnie odepchnięty od nowego, cięższego jądra.
Zjawisko to zostało opisane w 1935 przez Roberta Oppenheimera i jego doktorantkę, Melbę Phillips.